# Episodi di Machos alfa (terza stagione)
La terza stagione della serie televisiva Machos alfa, composta da 10 episodi, è stata pubblicata in tutto il mondo da Netflix il 10 gennaio 2025.
| nº | Titolo originale          | Titolo italiano           | Pubblicazione   |
| -- | ------------------------- | ------------------------- | --------------- |
| 1  | Hombres evolucionantes    | Uomini che si evolvono    | 10 gennaio 2025 |
| 2  | Bollera fijo              | Sarà lesbica              | 10 gennaio 2025 |
| 3  | El que se pilla pierde    | Chi si innamora perde     | 10 gennaio 2025 |
| 4  | Dos más dos...            | Due più due...            | 10 gennaio 2025 |
| 5  | Amiga, date cuenta        | Amica, devi svegliarti    | 10 gennaio 2025 |
| 6  | Machos beta               | Maschi beta               | 10 gennaio 2025 |
| 7  | Pacto patriarcal          | Patto patriarcale         | 10 gennaio 2025 |
| 8  | Equivocarse adrede        | Errore intenzionale       | 10 gennaio 2025 |
| 9  | Contacto cero             | Contatto zero             | 10 gennaio 2025 |
| 10 | La gente se sigue casando | Se si sposano in tanti... | 10 gennaio 2025 |